# Cobrieux
Cobrieux är en kommun i departementet Nord i regionen Hauts-de-France i norra Frankrike. Kommunen ligger i kantonen Cysoing som tillhör arrondissementet Lille. År 2022 hade Cobrieux 553 invånare.

## Befolkningsutveckling
Antalet invånare i kommunen Cobrieux
| Referens: INSEE |